# Hand in My Pocket
Singles de Alanis Morissette
You Oughta Know
(1995) Ironic
(1995)
Clip vidéo
(en) [vidéo] « Hand in My Pocket (officiel) (réalisation : Mark Kohr) », sur YouTube
Pistes de Jagged Little Pill
Perfect
(3) Right Through You
(5)
Hand in My Pocket est une chanson écrite et interprétée par Alanis Morissette au milieu des années 1990. Elle est issue de l'album Jagged Little Pill, dont elle constitue la quatrième piste et le deuxième single extrait.
La sortie du single s'est accompagnée d'un clip vidéo signé par Mark Kohr.

## Paroles

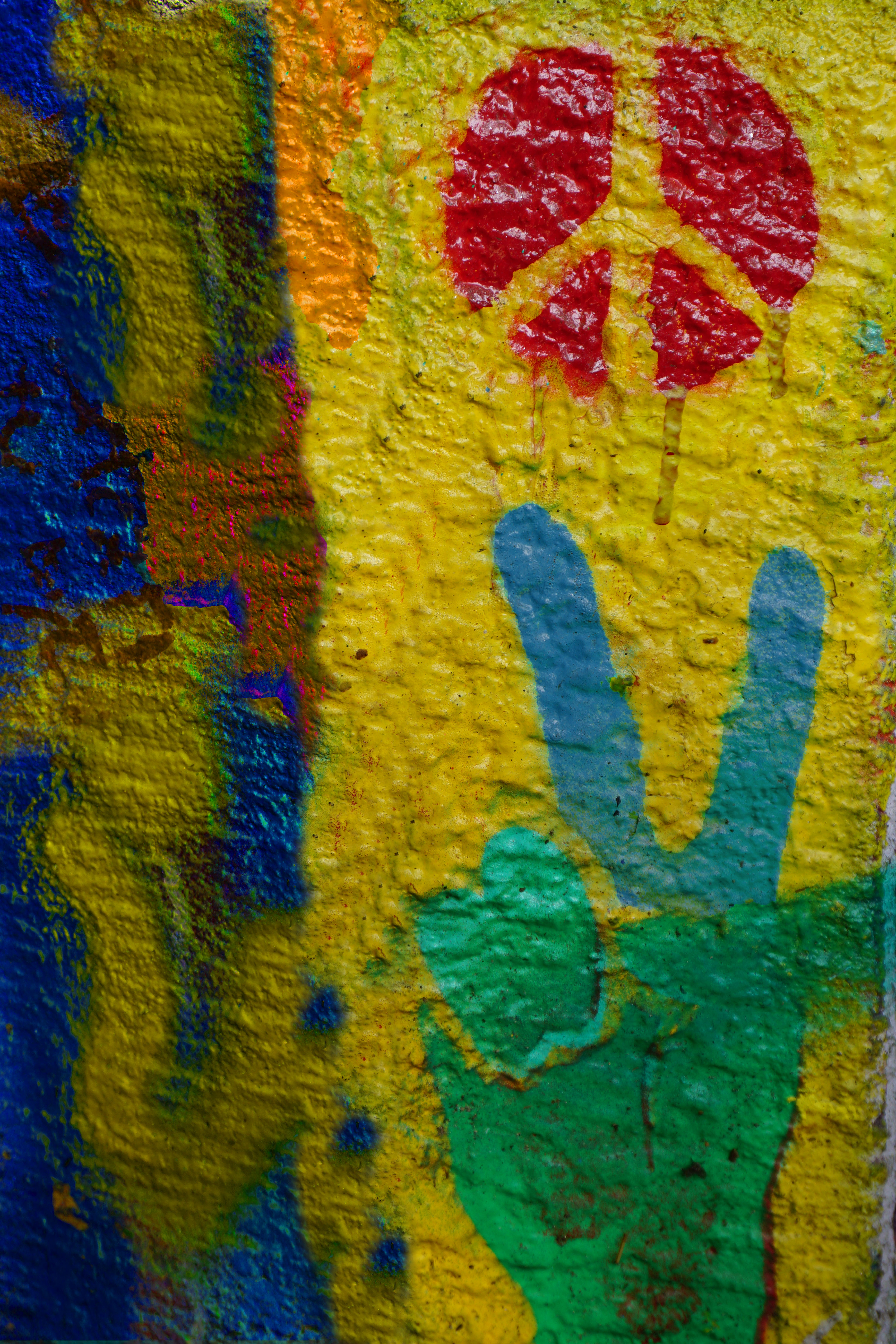
... Et je fais un signe de paix de l'autre main♫ (paroles de Hand in My Pocket, Alanis Morissette)

### Linguistique du titre
Hand in My Pocket prononcé en anglais : /ˈhændɪnmɑɪˌpɑkɪt/ pourrait se traduire de manière sourcière par (une) Main dans la poche ou plus cibliste Main en poche. Isolé, le titre interpelle par son sens sibyllin.
Garder une main en poche peut être signe de décontraction, ou que l'on garde quelque chose de caché dedans. La valeur métaphorique de cette main occultée est rappelée constamment mais tend à s'effacer en importance dans le corpus de la chanson.
On insiste davantage sur ce que la narratrice fait de son autre main, ou plutôt de ce que cette autre main fait toute seule, car elle est le sujet de verbes d'actions ♫ and the other one is... (... giving, making, playing, hailing). Les activités varient donc en fin de chaque refrain.

### Construction de la chanson
Les vers, dès le premier couplet, forment une construction spéculaire sur le modèle  ♫I'm A / but / I'm B (je suis A / mais / je suis B) ; l’opposition introduite par but (mais) devenant un pivot de cette construction.
| I'm A                       | but | I'm [B]                               |
| --------------------------- | --- | ------------------------------------- |
| a.broke (fauchée)           | but | a.[happy] (heureuse dans la vie)      |
| b. lost (paumée)            | but | b.[hopeful] (optimiste pour l'avenir) |
| c.short (courte sur pattes) | but | c. [healthy] (en pleine santé)        |

Si la mise en parallèle permet de mettre en scène des antagonismes évidents du type ♫I'm here but I'm really gone (je suis ici mais déjà bien loin), elle permet également de créer de nouveaux effets (humoristiques, sarcastiques) en présentant comme des antonymes des valeurs qui ne sont, d'un point de vue linguistique, pas antinomiques en soi : ♫I'm poor but I'm kind (je suis pauvre mais sympa).
Le fait de modifier la conjonction de coordination  but (mais) en  and (et) permet d'inclure des ruptures dans le discours tout en maintenant le rythme. ♫I'm young and I'm underpaid (je suis jeune et sous-payée).

### Refrain
La syntaxe de la chanson organisée de façon spéculaire rappelle l'expression on the one hand... on the other hand (littéralement, d'une main... et de l'autre...), locution courante en anglais signifiant d'un côté et de l'autre afin de présenter deux avis contradictoires.
Après nous avoir certifié par trop d'insistance que, malgré toutes les contradictions citées, tout va très bien pour la narratrice, (♫fine, fine, fine) chaque refrain se conclut avec une main maintenue dans la poche (♫'cause I've got one hand in my pocket...) tandis que l'autre main opère différents gestes, par exemple :   ... and the other one is playing the piano♫  (...tandis que je joue du piano de l'autre) ou encore  ...and the other one is hailing a taxi cab♫ (tandis que je hèle un taxi de l'autre)

### Interprétation générale
La narratrice y raconte sa recherche d'équilibre de vie et son espoir de voir ses efforts se concrétiser enfin ♫I'm tired but I'm working (Je suis fatiguée mais je travaille) / ♫What it all boils down to (Et à quoi tout ceci m'amène...).

## Le regard des critiques
Lors de sa critique de Jagged Little Pill, AllMusic qualifie Hand in My Pocket de « moment fort de l'album ». Le magazine britannique Music Week  note la chanson 4/5, en précisant :  « Le deuxième single de cette Alanis au succès aussi abrasif que fulgurant voit son côté Marianne Faithfull—époque Why d'ya do it—doublé d'une guitare pop metal et d'une basse puissante pour un max d'effet,. »

## Clip musical

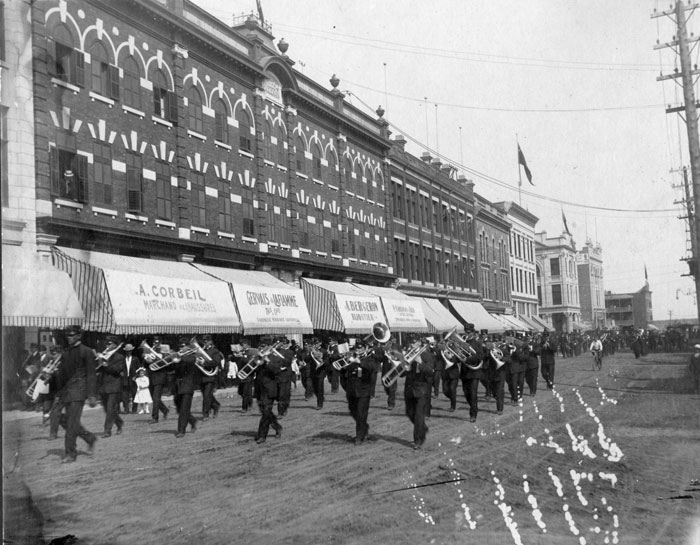
Fanfare à Trois-Rivières (Québec)

Réalisé par Mark Kohr et tourné entièrement en noir et blanc et au ralenti, le clip montre Alanis Morissette au milieu d'une parade de rue, tantôt dans la foule, tantôt dans le défilé, à pied ou au volant d'un char. La scène est tournée à Windsor Terrace, quartier new-yorkais situé à Brooklyn.
Outre les divers musiciens membres de la fanfare, on y voit défiler des enfants, une association de jeunes de quartier, des notables bien habillés, des cyclistes, un couple de nudistes de type streakers, la police montée new-yorkaise...
Il existe une version censurée de ce clip, avec les paroles jugées grossières retirées et des ajouts de musique recouvrant des parties du morceau,.

## Reprises, clins d’œil et parodies

### Reprises
- En 2013, Atom Smash reprend le titre dans son Passage to the Sun.
- En 2016, le groupe pop-punk canadien Seaway, reprend le titre et le sort en single le 15 juillet 2016.
- En 2020, la chanteuse de country canadienne MacKenzie Porter sort le titre en single de Loft Sessions le 24 janvier 2020

### Clins d’œil

#### Séries
- Dans Dawson (1998), l'épisode-pilote de la série prévoyait de diffuser Hand in My Pocket en guise de générique. L'épisode sera annulé de diffusion et Alanis Morissette retirera son autorisation d'exploiter le titre en générique[5]. En panne de générique, la série utilisera d'abord Run Like Mad de Jann Arden avant de finalement s'orienter vers le titre iconique de la série, I Don't Want to Wait de Paula Cole[5].
- Dans Glee (2015), le troisième épisode de la saison 6, intitulé Jagged Little Tapestry (en VF ; Les combinaisons dangereuses), propose un mashup du titre d'Alanis Morissette amalgamé avec I Feel The Earth Move de Carole King. La chanson est interprétée par les personnages Naya Rivera (Santana Lopez) et Heather Morris (Brittany Pierce).
- Dans Transparent (2016), dernier épisode de la saison 3 intitulé Exciting and New (en VF : La croisière abuse), Hand in My Pocket est interprété lors d'un one-woman show par Shelly (campée par Judith Light, connue en France pour son rôle d'Angela Bower dans Madame est servie). La scène se termine avec un extrait de la chanson d'origine chantée par Alanis Morissette. La prestation toute en émotion de Judith Light fera forte impression dont la presse fera écho[6],[7].

### Parodies
- En 2001, Rockin' Jock dans son album auto-produit A Kick In The Bollocks sort la parodie sous le titre Trouble[8].
- En 2003, l'Américain Bob Rivers et son collectifs d'humoristes sort Hand in a Lightsocket (Main dans la douille de la lampe)[9].
- En 2004, le groupe humoristique britannique Amateur Transplants parodie le morceau dans sa chanson Snippets de l'album Fitness to Practice[10].

## Version acoustique (2005)
En 2005; Alanis Morissette sort une version acoustique de Jagged Little Pill intitulé Jagged Little Pill Acoustic. Le titre Hand in My Pocket en est le premier single accompagné d'un clip vidéo sortis en juillet 2005. Composé pour le dixième anniversaire de la sortie de Jagged Little Pill; Alanis Morissette déclare à propos de ce morceau :  « Il y a une certaine douceur qui se dégage de cette chanson et dont j'ai fini par prendre conscience en la rejouant. Cette version possède une délicate mélancolie que restitue un léger changement d'accords. J'ai l'impression que cette version décrit plus précisément ma situation à l'instant présent. »

## Disponibilités du titre
| CD promo États-Unis 1. « Hand in My Pocket » (version album épurée) – 3:37 2. « Hand in My Pocket » (version album) – 3:38 CD1 Royaume-Uni and single CD Australie, 1. « Hand in My Pocket » – 3:37 2. « Head over Feet » (live acoustique) – 4:07 3. « Not the Doctor » (live acoustique) – 3:57 CD2 Royaume-Uni 1. « Hand in My Pocket » – 3:37 2. « Right Through You » (live acoustique) – 3:03 3. « Forgiven » (live acoustique) – 4:23 | Single cassette 2-titres Royaume-Uni 1. « Hand in My Pocket » – 3:37 2. « Head over Feet » (live acoustique) – 4:07 Single CD 2-titres Japon 1. « Hand in My Pocket » (version album) 2. « Not the Doctor » (live in Japan) |